# جيمي كونينغهام
جيمي كونينغهام (بالإنجليزية: Jamie Cunningham)‏ (3 سبتمبر 1987 في الولايات المتحدة - ) هو لاعب كرة قدم أمريكي في مركز الدفاع. لعب مع El Paso Patriots ‏ وPuerto Rico Islanders ‏ وAustin Aztex U23 ‏ وVictoria Highlanders FC ‏.

## وصلات خارجية
- جيمي كونينغهام على موقع قاعدة بيانات كرة القدم.إي يو (الإنجليزية)